# بيت فجار
بيت فجار بلدة فلسطينية تقع على بعد 8 كيلومتر جنوب بيت لحم وتتبع إدارياً لمحافظة بيت لحم. ترتفع حوالي 950 متر عن سطح البحر كما وتبلغ المساحة العمرانية للبلدة 2300 دونم.

## السكان
بلغ عدد سكانها ما يقارب 14,602 نسمة وذلك وفقا لإحصاء سنة 2021.

## الاقتصاد
يعتمد سكانها اقتصادياً على قطع الحجارة حيث يوجد فيها 198 منشار حجر، ولهذا التوجه تأثير سلبي على قطاع الزراعة حيث يتوجه الشباب إلى العمل في مناشير الحجر لارتفاع فوائده المادية حيث يعتبر الفجاجره من اثرياء بيت لحم بسبب هذه الصناعه المربحه وبها من رؤوس الاموال التي لا يستهان بها. ويوجد في القرية أكثر من 4000 دقيق. حيث يتميز الحجر المنتج في القرية بجودته. أما اليوم فالقرية تعاني من انهيار اقتصادي نتيج اقتطاع 55٪ من ارضيها لصالح جدار الفصل العنصري والذي بدوره يعزل القرية عن محيطها الفلسطيني بسبب وجودها في مثلث المستوطنات الإسرائيلية عتصيون ومجدل عوز وافرات مما يصعب على المواطنين التنقل من وإلى المدن الفلسطينية ألا من خلال الحاجز الإسرائيلي الدائم على مدخل البلدة الذي يذلل ويهين كرامة المواطن الفلسطيني.

## التعليم
في بداية الستينات لم يكن في القرية سوى مدرسة ابتدائية واحدة وبعد ذلك في السبعينات بنيت في القرية مدرسة أساسية للبنات وأصبحت مدرسة ثانوية للأولاد ومن خلال المشاريع من الدول المانحة أصبح في القرية تسع مدارس أربعة للأولاد واربعة للإناث ومدرسة مختلطة

## الخدمات
شوارع القرية معبدة وهي مُتَّصلة بشبكة الكهرباء القدس، وتمنع هذه الشركة أصحاب المناشير من استخدامها بحجة إضعاف التيار مما يضطر أهلها إلى استخدام المولّدات الخاصة. وتتوفر الخدمات الهاتفية. وتوجد في القرية لجنة زكاة تشرف على عيادة طبية شاملة وتعمل على دعم الأسر الفقيرة والمحتاجين والأيتام وطلاب العلم ورئيسها أحمد جابر ثوابته، فيستشري في القرية مرض السرطان بشكل كبير، كما أن مرض الربو منتشر بكثرة بين أبناء القرية بسبب بيئة القرية الملوثة جدا من الاتربة والغبار الصادرة عن مناشير الحجر، تساهم القرية في حل مشكلة البطالة.

## المضايقات الإسرائيلية
بما أن القرية تتبع للإدارة الإسرائيلية من حيث الإدارة الأمنية فحالها حال كثير من القرى الفلسطينية، فبين الفترة والأخرى يدخل إليها جنود الاحتلال ويقوموا بإطلاق النار على المواطنين مما أدى إلى استشهاد عدد منهم وإصابة أعداد كبيرة من أبناء القرية ولا ننسى الأعداد الكبيرة من أبناء القرية المعتقلين في سجون الاحتلال، فهذا لا يمنع أبناء القرية من الدفاع عن كرامتهم وتصدي للعدوان الغاشم على بلادهم والذي تبلور في خروج الاستشهادية عندليب طقاطقة بتاريخ 12\4\2002 في القدس الغربية. وبعد هذه العملية بدأت المضايقات فاعتبر الصهاينة أن هذه القرية مصدّرة للإرهاب حسب تقاريرهم فعزموا على معاقبة كل من له صلة بهذه الاستشهادية.
وفي 4\10\2010 داهم مستوطنون يهود «مسجد الأنبياء» وحرّقوه وخرّبوه كاتبين على جدرانه شعارات مهينة بالعبرية.